# Great Wall Florid
Great Wall Florid (кит. 长城炫丽; пиньинь Chángchéng Xuànlì) — субкомпактный автомобиль, выпускавшийся с 2008 по 2013 год китайской компанией Great Wall Motors. При разработке дизайна компания ориентировалась на Toyota Ist первого поколения (Scion xA), при разработке передней части — на Toyota Vitz, а при разработке фар — Toyota Ractis.
Автомобиль продавался в разных странах, включая ЮАР. Существует две комплектации: Florid и Florid Cross.

## Комплектации
Автомобиль Great Wall Florid выпускался в комплектациях luxury и elite. Комплектация Luxury поставлялась с 1,3-литровым четырёхцилиндровым двигателем внутреннего сгорания с изменяемыми фазами газораспределения и двумя верхними распределительными валами. Комплектация Elite поставлялась с 1,5-литровым четырёхцилиндровым двигателем внутреннего сгорания в той же конфигурации. Каждый двигатель сочетался в паре с пятиступенчатой механической трансмиссией.

## Галерея

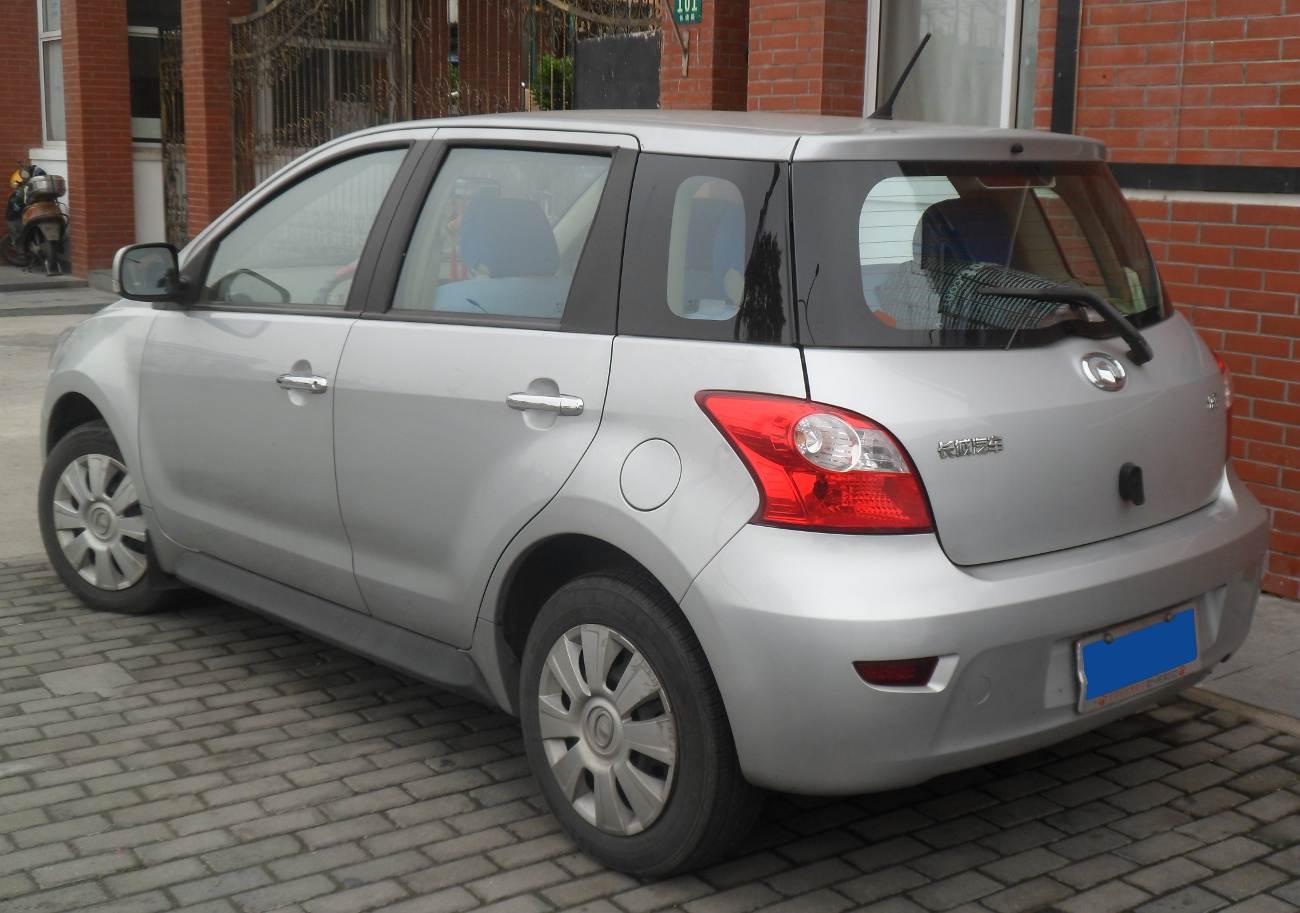
Вид сзади
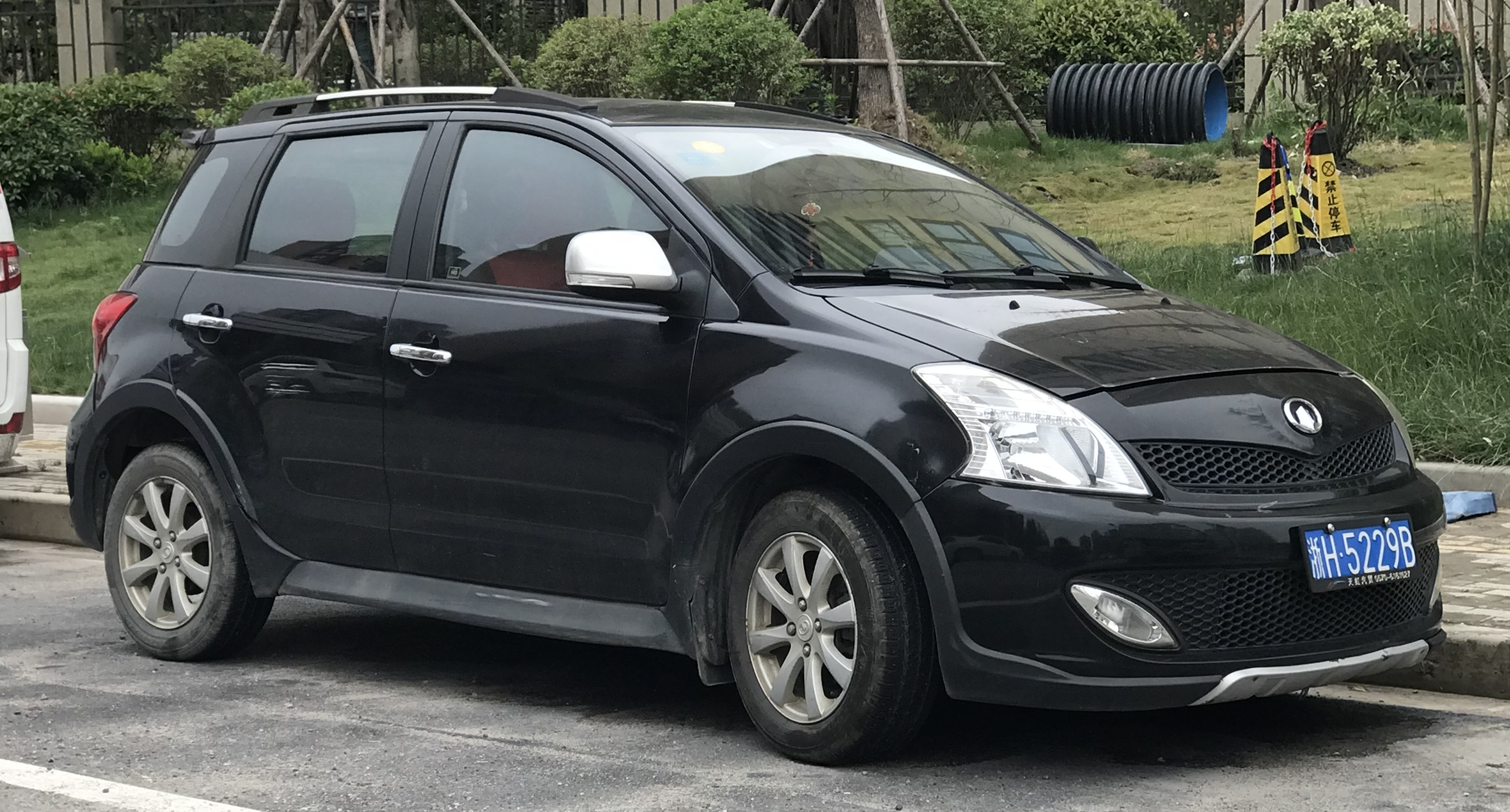
Great Wall Florid Cross
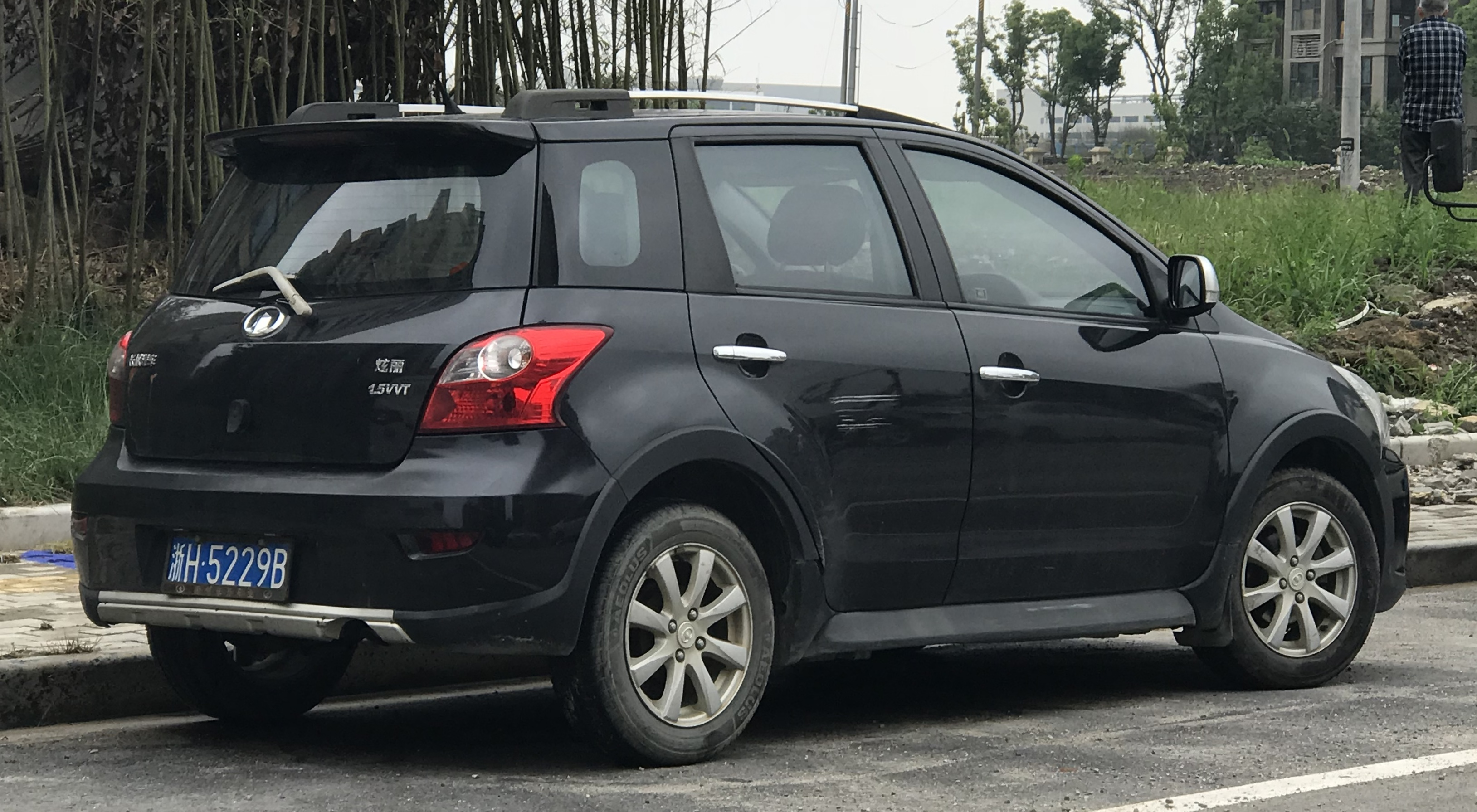
Great Wall Florid Cross